# الحرب الروسية السويدية (1788-1790)
الحرب الروسية السويدية 1788-90، والمعروفة باسم حرب غوستاف الثالث حرب الروسية في السويد وحرب غوستاف الثالث في فنلندا وحرب كاترين الثانية السويدية في روسيا، دارت رحاها بين السويد والإمبراطورية الروسية في الفترة من يونيو 1788 إلى أغسطس 1790.

## الخلفية
بدأ الصراع من قبل الملك غوستاف الثالث ملك السويد لأسباب سياسية داخلية، إذ كان يعتقد أن الحرب القصيرة لن تترك للمعارضة ملاذًا سوى دعمه. رغم أنه أثبت استبداده في انقلاب غير دموي أنهى الحكم البرلماني عام 1772، إلا أن سلطاته السياسية لم تمنحه الحق في بدء الحرب. كما أنه فقد شعبيته تدريجيًا، وهذا ما كان واضحًا خلال جلسة البرلمان عام 1786. وقد شجعت روسيا أيضًا هذا الانخفاض في الشعبية، وكانت تعتقد أن الملك الاستبدادي يمثل تهديدًا لمصالحها. ومع ذلك، فإن الدعم الروسي لمعارضته لم يمر دون أن يلاحظه أحد من قبل غوستاف الثالث، وكان أحد أسباب اعتقاده أن الحرب حتمية. كانت القوى الغربية مثل بريطانيا العظمى، والجمهورية الهولندية، منزعجة من سلسلة الانتصارات الروسية في الحرب الروسية التركية (1787 - 1792) وضغطت من أجل الحرب في الشمال، والتي كان من شأنها تحويل مسارها، وبتحريض منهم، أبرم غوستاف تحالفًا مع الإمبراطورية العثمانية في صيف عام 1788. ومع ذلك، كانت الإمبراطورية العثمانية فقط على استعداد للتحالف مع السويد بينما رفضت بريطانيا العظمى، وجمهورية هولندا الجهود المبذولة لتشكيل التحالف.

## الاستعدادات للحرب
خطط السويديون في البداية لشن هجوم بحري على سانت بطرسبرغ. كان من المقرر أن يتقدم جيش سويدي واحد عبر فنلندا؛ كان الجيش الثاني، برفقة الأسطول الساحلي السويدي، يتقدم على طول الساحل الفنلندي في خليج فنلندا؛ بينما أبحر جيش ثالث مع أسطول المعركة السويدي من أجل الهبوط في أورانينباوم للتقدم في سانت بطرسبرغ. كان الهدف هو التحريض على انقلاب عسكري في روسيا وعزل الإمبراطورة كاثرين الثانية. لم تكن القوات الروسية غير مستعدة تمامًا للحرب حيث كان من المخطط نقل الجزء الأكبر من الأسطول الروسي ضد الإمبراطورية العثمانية للقيام باستعداداته الخاصة للحرب.
في عام 1788، تلقى خياط رئيسي في الأوبرا الملكية السويدية أمرًا بخياطة عدد من الزي العسكري الروسي الذي استُخدم لاحقًا في تبادل لإطلاق النار في بومالا، وهي بؤرة استيطانية سويدية على الحدود الروسية السويدية، في 27 يونيو 1788. كان الهجوم التدريجي، الذي أثار الغضب في ستوكهولم، لإقناع ريكسداغ وتزويد غوستاف بذريعة لإعلان حرب دفاعية على روسيا. كان هذا مهمًا لأن غوستاف الثالث لم يكن لديه الحق الدستوري في بدء حرب هجومية دون موافقة البقية، الذين أوضحوا بالفعل أن قبولهم لن يكون قريبًا.

## لاحقًا
كانت الحرب الروسية السويدية 1788-1790، بشكل عام، غير مهمة بالنسبة للأطراف المعنية. اعتبرت كاثرين الثانية الحرب ضد ابن عمها السويدي بمثابة إلهاء كبير، حيث كانت قواتها البرية مقيدة في الحرب ضد تركيا، وكانت أيضًا مهتمة بالأحداث الثورية التي انكشفت في الكومنولث البولندي الليتواني (دستور 3 مايو 1791) وفي فرنسا (الثورة الفرنسية). أحبط الهجوم السويدي الخطط الروسية لإرسال أسطولها البحري إلى البحر الأبيض المتوسط لدعم قواتها التي قاتلت العثمانيين، حيث كانت هناك حاجة لحماية العاصمة سانت بطرسبرغ. حلت الحرب مشاكل غوستاف الثالث الداخلية لفترة وجيزة فقط، لكنه اغتيل في أوبرا ستوكهولم عام 1792.